# Weiße Wand (Zillertaler Alpen)
Die Weiße Wand (2717 m s.l.m., italienisch Croda Bianca) ist ein Gipfel im massigen Kamm zwischen der Tristenspitze (2716 m s.l.m.) im Südosten und Schaflahnernock (2703 m s.l.m.) im Nordosten. Sie bildet den höchsten Punkt im gesamten Mühlwalder Kamm, der zu den Zillertaler Alpen gezählt wird und das Mühlwalder Tal im Südwesten vom Weißenbachtal im Nordosten trennt.
Auf der vom Istituto Geografico Militare (IGM) herausgegebenen Karte ist fälschlicherweise ein Geländepunkt etwas nordwestlich des Gipfels mit dem Namen Croda Bianca bezeichnet und mit einer Höhenangabe von 2666 m s.l.m. versehen. Der eigentliche Gipfel ist auf dieser Karte nicht verzeichnet. Dieser Fehler wurde in andere Karten übernommen.
Im Südosten der Weißen Wand befindet sich, etwa einen Kilometer entfernt, ein dem Mühlwalder Kamm im Westen vorgelagerter Gipfel, die Schreckwand (2508 m s.l.m., italienisch Croda della Paura).

## Alpinismus
Da der Mühlwalder Kamm im Bereich der Weißen Wand zu beiden Seiten steil abfällt, wird der Gipfel im Normalfall über den Kamm vom Schaflahnernock aus erstiegen. Von diesem steigt man dabei über dessen Südwestgrat in einen Sattel zwischen den beiden Gipfeln ab. Von dort geht es dann meist auf dem Grat oder in der Flanke in der Nähe des Grats in Richtung des Gipfels, wobei Steinmänner und Wegspuren die Orientierung erleichtern. Je nach Wegwahl sind einige leichte, aber brüchige Felsen zu überklettern (UIAA I–II). Vom Schaflahnernock benötigt man dabei etwa 1–1¼ Stunden, diesen wiederum kann man von der Chemnitzer Hütte im Nevesjoch in ebenfalls 1–1¼ Stunden erreichen.
Durch die Südwand der Schreckwand südöstlich der weißen Wand gibt es drei abgesicherte Kletterrouten im Schwierigkeitsgrad von UIAA V bis UIAA VI+, die Wandhöhe beträgt 100 Meter. Diese Kletterrouten im Kalkstein sind mit Kletterrouten in den Dolomiten vergleichbar. Der Einstieg ist von Lappach verhältnismäßig leicht zu erreichen.